# Stazione di Abbasanta
La stazione di Abbasanta, già stazione di Ghilarza, è una stazione ferroviaria al servizio del comune di Abbasanta, situata lungo la ferrovia Cagliari-Golfo Aranci.

## Storia
Realizzata dalla Compagnia Reale delle Ferrovie Sarde, la stazione fu inaugurata il 1º luglio 1880, insieme al tronco tra Oristano e Giave della linea Cagliari-Golfo Aranci, per poi iniziare l'esercizio regolare il giorno successivo.

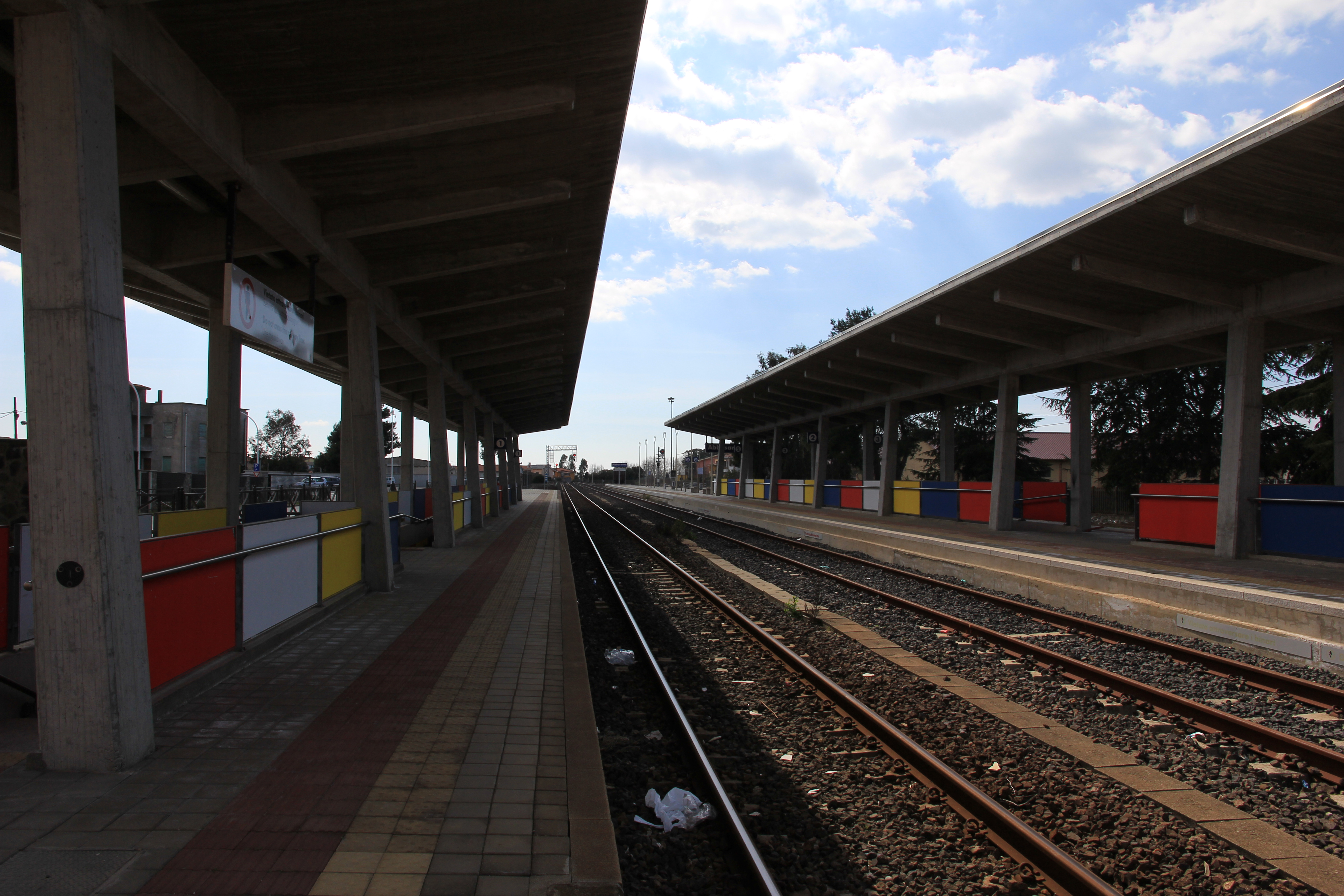
Gli accessi al sottopassaggio pedonale, inaugurato nel 2009

L'impianto, che fu gestito in origine dalla Compagnia Reale, nel 1920 venne acquisito dalle Ferrovie dello Stato e nel 2000 venne dato in gestione a RFI, società sempre del gruppo FS.
Durante l'epoca fascista lo scalo mutò denominazione per un breve periodo: nella prima metà degli anni trenta la stazione risultava essere denominata Ghilarza, comune in cui fu inglobato quello di Abbasanta tra il 1927 e il 1934.
Tra l'ultima parte del Novecento e i primi anni del XXI secolo lo scalo merci presente nell'impianto è caduto in disuso e la sua area è stata destinata ad altri impieghi legati al servizio passeggeri: a metà degli anni duemila è stato realizzato un sottopassaggio pedonale nello scalo, inaugurato nel 2009. A questo intervento ne è seguito un secondo che ha portato l'area del servizio merci a venire destinata a terminal per le autolinee ed a parcheggio per i mezzi privati: tale opera, che ha dato alla stazione caratteristiche di centro intermodale, è stata inaugurata nel dicembre 2014.

## Strutture e impianti
La stazione si trova nella parte ovest del comune di Abbasanta, ed ha caratteristiche di scalo passante lungo la ferrovia Cagliari-Golfo Aranci. L'impianto è dotato di tre binari, di cui il primo di corsa, tutti attrezzati per il servizio passeggeri; in precedenza tale numero era superiore, stante la presenza in passato di uno scalo merci nell'impianto, dotato di alcuni tronchini per lo scopo.

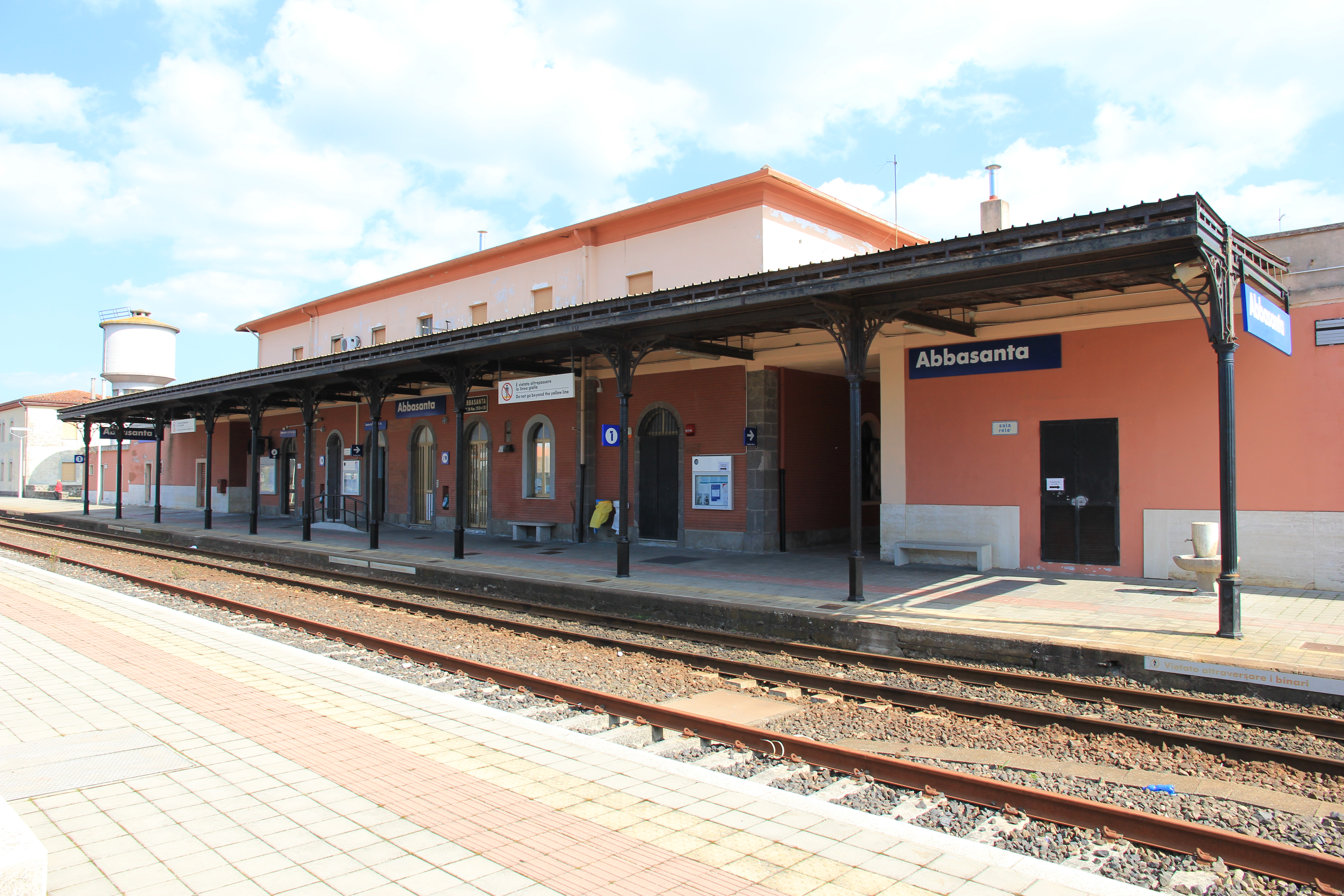
Il fabbricato viaggiatori, con sullo sfondo la torre dell'acqua dell'impianto.

A est del fascio binari si trovano il fabbricato viaggiatori e gli altri locali impiegati per l'esercizio ferroviario: l'edificio per i passeggeri è una costruzione su due piani di sviluppo (di cui solo il piano terra impiegato per i fini ferroviari) e a pianta rettangolare, composto da una parte centrale (dotata di un tetto a falde in laterizi) e da due corpi laterali a un solo piano, sormontati da terrazze. Adiacente al fabbricato viaggiatori sul lato nord è situata un'ulteriore costruzione a un piano con altri locali di servizio, sempre in direzione Golfo Aranci si trova inoltre la torre dell'acqua della stazione e una palazzina in disuso atta ad alloggi per il personale. Oltre il passaggio a livello di via dei Caduti si trovano anche una casa cantoniera (dismessa) ed un piccolo magazzino. Un ulteriore fabbricato di servizio è inoltre situato a sud di quello viaggiatori.
Due ulteriori fabbricati di servizio si trovano a nord di questa costruzione (uno dei quali adibito ai servizi igienici dell'impianto), altrettanti sono posti sul lato sud dell'edificio passeggeri. La gestione del movimento ferroviario nella stazione (non presenziata) avviene in remoto a cura del DCO di Cagliari.
La gestione del movimento ferroviario nella stazione è controllata dal DCO di Cagliari.

## Movimento
Lo scalo è servito da Trenitalia, i cui convogli permettono il collegamento dell'impianto con gli altri centri raggiunti dalla Dorsale Sarda e con quelli del Sassarese.

## Servizi

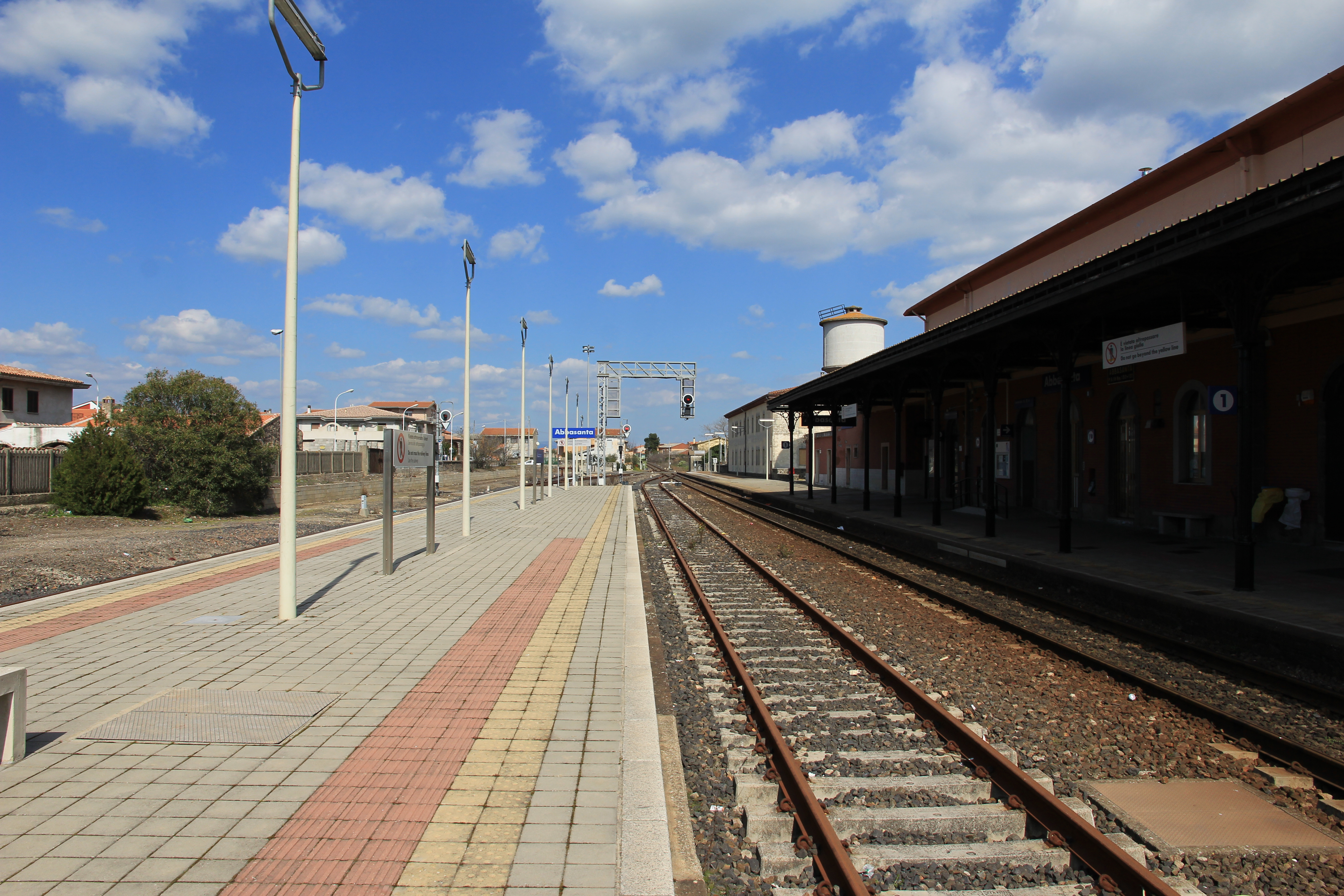
La banchina dei binari due e tre vista in direzione Golfo Aranci.

La stazione è classificata commercialmente da RFI nella categoria "bronze", ed è accessibile all'utenza portatrice di handicap di tipo motorio e visivo.
Per quanto riguarda i servizi l'accesso ai treni è garantito da due banchine: la prima è attigua al binario uno e sormontata da una caratteristica pensilina metallica dinanzi al fabbricato viaggiatori e da una in cemento. Quest'ultima è situata nell'area del sottopassaggio pedonale che unisce la banchina a quella presente tra i binari 2 e 3, anch'essa dotata di pensilina in cemento.
Il fabbricato viaggiatori ospita inoltre una sala d'attesa e una biglietteria automatica, quest'ultima ha sostituito l'analogo servizio a sportello presente in stazione sino a fine anni 2000.
- Biglietteria automatica
- Sala d'attesa
- Servizi igienici

## Interscambi

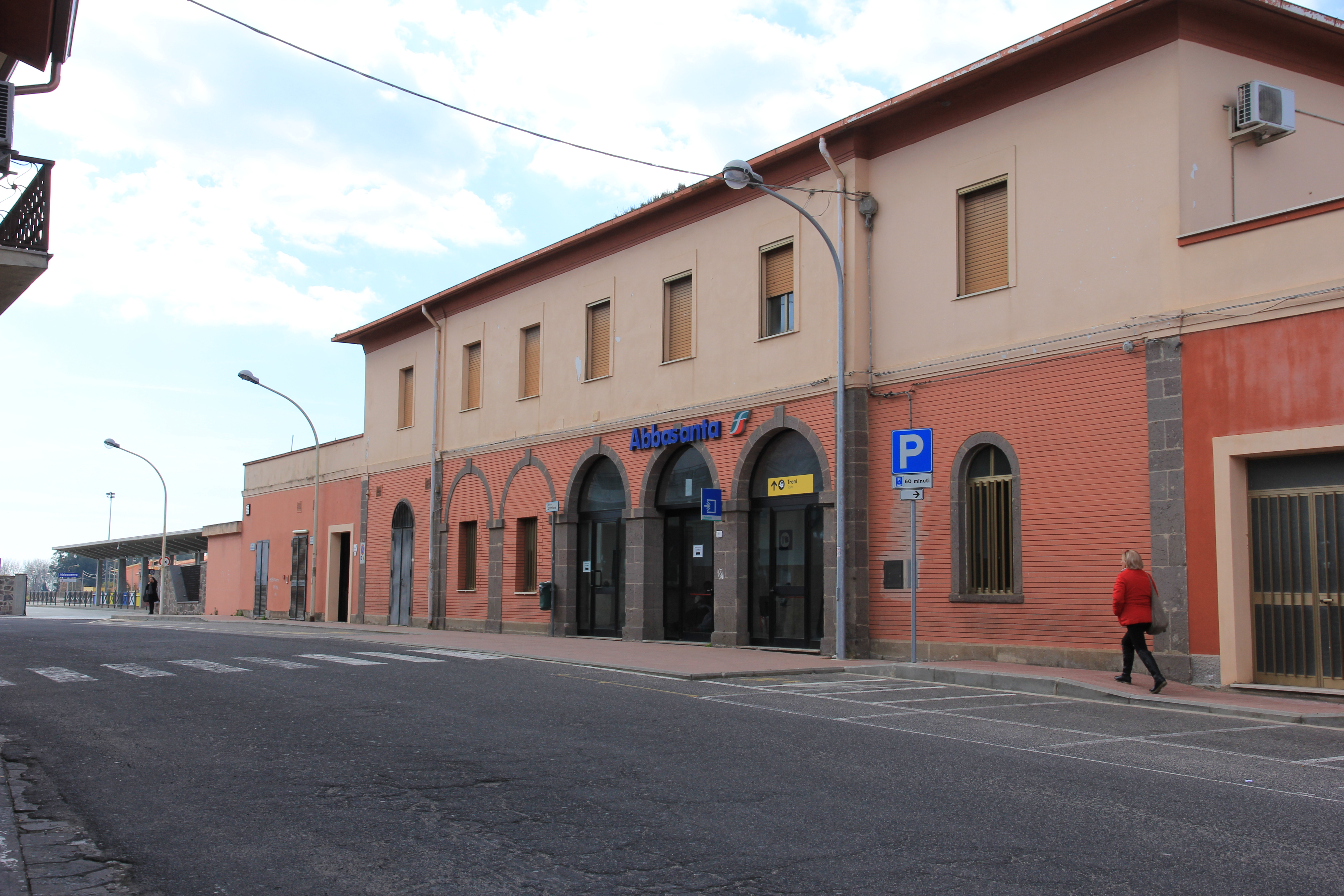
Il fabbricato viaggiatori visto dall'antistante piazza Stazione: dinanzi alla struttura erano in origine presenti le fermate delle autolinee, poi spostate nell'area intermodale passeggeri dal 2014 (il cui accesso è visibile sulla sinistra)

Lo scalo dalla fine del 2014 ha assunto caratteristiche di centro intermodale: il terminal delle autolinee della stazione ospita gli autobus dell'ARST e della Autolinee Pisanu, che effettuano il collegamento con vari centri del circondario.
- Fermata autobus